# Hey Monday
Hey Monday es una banda de rock de West Palm Beach, Florida, Estados Unidos formada en el 2008. Actualmente la agrupación está en un hiato. 
Además, la cantante de la banda, Cassadee Pope, se ha lanzado como solista, después de ganar la tercera temporada del programa The Voice.

## Historia
Hey Monday se formó en marzo de 2008 después de la banda de Cassadee Pope y Mike Gentile llamada 'Blake' se separó. Pope y Gentile querían seguir tocando música y comenzaron a realizar audiciones para una nueva banda en la ciudad de Florida. Pope y Gentile rápidamente consiguieron al guitarrista Alex Lipshaw y al baterista Elliot James. Poco después se alistó el bajista, Michael "Jersey" Moriarty y Hey Monday se formó oficialmente. Fueron descubiertos cuando Pete Wentz de Fall Out Boy oyó a uno de sus demos mientras él estaba en la oficina de Crush Management. Wentz quería que firmen para su compañía, Decaydance, pero Columbia Records también se interesó por lo que la banda terminó firmando con ambas. Ellos grabaron su álbum debut, Hold on Tight durante el verano de 2008 y el 7 de octubre fue lanzado. 
Poco después de que su álbum debut se estrenó, Hey Monday comenzó a ir de gira con The Academy Is..., We The Kings, The Cab, This Providence, A Rocket to the Moon y Cash. Ese año, fueron teloneros de Fall Out Boy en sus dos visitas importantes de EE. UU. e internacionales. Su popularidad creció y la banda encabezó una gira con This Providence, The Friday Night Boys, Stereo Skyline, y The Bigger Lights como teloneros. También encabezó algunas fechas en Europa. En el otoño del 2009 apoyaron a All Time Low en el Glamour Mata Tour.

### Beneath It All(2010)
A principios de 2010, Hey Monday empezó a escribir y grabar canciones para su próximo álbum, Beneath It All. Después del proceso de composición y grabación, fueron al Alternative Press Tour junto con The Summer Set, Every Avenue, The Cab y NeverShoutNever. También tocaron en el escenario principal del Bamboozle el 2 de mayo. El 24 de junio se anunció oficialmente en su sitio web oficial que la fecha de lanzamiento de Beneath It All sería el 17 de agosto. El 23 de julio, Cassadee Pope anunció que Beneath It All será lanzado como un EP con 6 canciones en lugar de un álbum de larga duración. También dijo que un álbum de larga duración sería lanzado muy temprano el próximo año y que estará de gira durante un largo periodo de tiempo. Cualquier persona que previamente haya reservado con anticipación cualquier paquete de Beneath It All antes de dicho anuncio, no se le cobrará por ello y tendrá que ser pre-ordenado de vuelta, ya que este ha cambiado. Hey Monday tocó en todas las fechas del Warped Tour 2010 en el escenario Altec Lancing.
Hey Monday lanza su sencillo "I Don't Wanna Dance", y también otra canción de su EP Beneath It All titulado "Wish You Were Here" en Jimmy Kimmel Live el 22 de septiembre de 2010.
Hey Monday apareció en el cuarto episodio de la serie de televisión Hellcats, llamado "Nadie me quiere, excepto mi madre".
En el otoño de 2010, Patrick McKenzie se convirtió en el baterista permanente.

### Salida de Michael "Jersey" Moriarty
Justo después del Warped Tour, Jersey anunció que se retiraría de la banda. Chris Gentile desde entonces lo ha reemplazado en el bajo. Jersey está haciendo un proyecto en solitario y ha publicado un EP llamado "Oh Boy Here we go". Él sigue siendo un seguidor de la banda.

### Post-Beneath It All, hiato y proyectos en solitario (2011-presente)
El 8 de febrero de 2011, Hey Monday lanzó un nuevo EP llamado Candles en internet y se dio a conocer un video musical de este el 9 de marzo, anteriormente "Candles" fue utilizada para un dueto en un episodio de Glee, cantado por Kurt Hummel y Blaine Anderson en una presentación regional. 
En la primavera de 2011, Hey Monday se fue de gira con All Time Low, Yellowcard, y The Summer Set en el The Dirty Work Tour.
El 14 de mayo, Hey Monday tocó en Indonesia y posteriormente anunciaron una gira por Sudamérica con NeverShoutNever en agosto del mismo año.
El 16 de diciembre de 2011 anunciaron a través de distintos medios que la banda estaba actualmente en hiato. Junto a eso, en 2012 Cassadee Pope inició su carrera solista, tras ganar la tercera temporada del programa de talentos The Voice.

## Miembros

### Miembros actuales
- Cassadee Pope - voces, guitarra acústica, violín (2008-2011)
- Alex Lipshaw – guitarra principal (2008-2011)
- Mike Gentile – guitarra rítmica (2008-2011)
- Patrick McKenzie - batería (2010-2011
- Chris Gentile - bajo (2010-2011)

### Miembros pasados
- Elliot James – batería (2008-2009)
- Michael "Jersey" Moriarty – bajo (2008–2010)

## Discografía

### Álbumes de estudio
- 2008: Hold on Tight

### Mixtapes
- 2008: CitizensFOB Mixtape:Welcome To The New Administration

### EP
- 2010: Beneath It All
- 2011: Candles

### Sencillos
- 2008 "Homecoming"
- 2009 "How You Love Me Now"
- 2010 "I Don't Wanna Dance"

- 2011 "Candles"

## Premios
| Año  | Premio            | Categoría     | Ganador/Nominado | Resultado |
| ---- | ----------------- | ------------- | ---------------- | --------- |
| 2010 | LA Rock Awards    | Mejor Banda   | Hey Monday       | Nominado  |
| 2010 | Alternative Press | Banda del Año | Hey Monday       | Nominado  |

## Giras
| Nombre de la gira                      | Bandas de apoyo | Continente               | Fechas                                                                           |
| -------------------------------------- | --- | ------------------------ | -------------------------------------------------------------------------------- |
| The Why So Serious? Tour               | The Cab, This Providence, Hey Monday, A Rocket To The Moon | Norteamérica             | 11 al 28 de septiembre de 2008                                                   |
| Bill & Trav's Bogus Journey Tour       | The Academy Is..., We The Kings, Carolina Liar, Hey Monday | Norteamérica             | 1 de octubre al 24 de noviembre de 2008                                          |
| Christma Hanu-Kwanza Tour              | All Time Low, The Audition, Hey Monday, The Friday Night Boys, Sparks The Rescue                                                                                              | Norteamérica             | 17 al 28 de diciembre de 2008                                                    |
| Hello, My Name Is... Acoustic Tour     | We The Kings, Hey Monday, Cash Cash | Norteamérica             | 12 al 28 de enero de 2009                                                        |
| The Believers Never Die World Tour     | Fall Out Boy, The All-American Rejects, Hey Monday, Kids In Glass Houses (Europa)                                                                                             | Australia Europa Japón   | Febrero y marzo de 2009                                                          |
| The Believers Never Die Tour Part Deux | Fall Out Boy, Cobra Starship, All Time Low, Metro Station, Hey Monday | Norteamérica             | 3 de abril al 17 de mayo de 2009                                                 |
| We The Kings UK 2009 Tour              | We The Kings, Hey Monday, Out Of Sight | Europa                   | 22 al 31 de mayo de 2009                                                         |
| The Let's Make A Mess Tour             | Hey Monday, This Providence, The Friday Night Boys, Stereo Skyline, The Bigger Lights                                                                                         | Norteamérica             | 10 de junio al 27 de julio de 2009                                               |
| Hello, My Name Is... Acoustic Tour     | Hey Monday, Stereo Skyline | Norteamérica             | Agosto de 2009                                                                   |
| Fall UK 2009 Tour                      | Hey Monday, Every Avenue, Out Of Sight, Stereo Skyline | Europa                   | 27 de septiembre al 5 de octubre de 2009                                         |
| The Glamour Kills Tour                 | All Time Low, We The Kings, Hey Monday, The Friday Night Boys | Norteamérica             | 15 de octubre al 6 de diciembre de 2010                                          |
| Alternative Press Spring 2010 Tour     | Never Shout Never, Hey Monday, The Cab, Every Avenue, The Summer Set | Norteamérica             | 19 de marzo al 5 de mayo de 2010                                                 |
| Warped Tour 2010                       | Altec Lancing Stage W Attack Attack!, Breathe Carolina, Emmure, Four Year Strong, Parkway Drive, Pierce The Veil, Set Your Goals, Suicide Silence, Whitechapel, You Me at Six | Norteamérica             | 25 de junio al 5 de agosto de 2010                                               |
| Fall US 2010 Tour                      | Hey Monday, Cartel, The Ready Set, This Century, We Are the In Crowd | Norteamérica             | 17 de octubre al 27 de noviembre de 2010                                         |
| The Dirty Work Tour                    | All Time Low, Yellowcard, Hey Monday, The Summer Set | Norteamérica             | 22 de marzo al 7 de mayo de 2011                                                 |
| Rexona Teens Eksis Abis                | A Rocket To The Moon, Hey Monday, The Downtown Fiction | Japón                    | 14 de mayo de 2011                                                               |
| South America Tour                     | Nevershoutnever, Hey Monday | Argentina, Brasil, Chile | Brasil: 25 al 28 de agosto Chile: 30 de agosto y Argentina: 31 de agosto de 2011 |